# Liste der Bodendenkmäler in Grafenwiesen
Auf dieser Seite sind die Bodendenkmäler in der Oberpfälzer Gemeinde Grafenwiesen zusammengestellt. Diese Tabelle ist eine Teilliste der Liste der Bodendenkmäler in Bayern. Grundlage ist die Bayerische Denkmalliste, die auf Basis des Bayerischen Denkmalschutzgesetzes vom 1. Oktober 1973 erstmals erstellt wurde und seither durch das Bayerische Landesamt für Denkmalpflege geführt wird. Die folgenden Angaben ersetzen nicht die rechtsverbindliche Auskunft der Denkmalschutzbehörde.

## Bodendenkmäler in Grafenwiesen
| Lage                   | Objekt | Akten-Nr.     | Bild                   |
| ---------------------- | --- | ------------- | ---------------------- |
| (Standort)             | Spätpaläolithische und mesolithische Freilandstation.                                                           | D-3-6743-0026 |                        |
| Schloßweg 1 (Standort) | Archäologische Befunde im Bereich des ehemaligen Schlosses Grafenwiesen, zuvor mittelalterliche Burg.           | D-3-6743-0039 | Archäologische Befunde |
| (Standort)             | Mesolithische Freilandstation, endneolithische Siedlung.                                                        | D-3-6743-0086 |                        |
| (Standort)             | Archäologische Befunde der frühen Neuzeit im Bereich der katholischen Wallfahrtskirche St. Anna in Schönbuchen. | D-3-6843-0053 | weitere Bilder         |